# Boiga beddomei
Espèce
Synonymes
- Dipsadomorphus beddomei Wall, 1909
- Boiga ranawanei Samarawickrama, Samarawickrama, Wijesena & Orlov, 2005

Statut de conservation UICN

 DD  : Données insuffisantes
Boiga beddomei est une espèce de serpents de la famille des Colubridae.

## Répartition
Cette espèce se rencontre en Inde, dans l’État de Maharashtra et au Sri Lanka.

## Étymologie
Son nom d'espèce lui a été donné en l'honneur de Richard Henry Beddome, militaire et naturaliste britannique, qui a collecté l'un des spécimens.

## Publications originales
- Samarawickrama, Samarawickrama, Wijesena & Orlov, 2005 : A new species of genus Boiga (Serpentes: Colubridae: Colubrinae) from Sri Lanka. Russian Journal of Herpetology, vol. 12, no 3, p. 213-222.
- Wall, 1909 : Remarks on some forms of Dipsadomorphus. Records of the Indian Museum, vol. 3, p. 151-155 (texte intégral).